# كأس ليتوانيا 2017
كأس ليتوانيا 2017 هو الموسم 29 من كأس ليتوانيا. أقيم خلال الفترة 27 أبريل 2017 وحتى 24 سبتمبر 2017، وأشرف على تنظيمه اتحاد ليتوانيا لكرة القدم، وكان عدد الأندية المشاركة فيه 44، وفاز فيه نادي ستومبراس.